# Mark Sandrich
Mark Sandrich (eigentlich Mark Goldstein, * 26. August 1900 in New York City; † 4. März 1945 in Hollywood) war ein US-amerikanischer Filmregisseur.

## Leben
Mark Sandrich begann als Filmregisseur in Hollywood noch zur Zeit des Stummfilms. Seine erste Kurzfilmkomödie drehte er 1926. Mit Beginn des Tonfilms gehörte er zu den führenden Regisseuren von musikalischen Komödien, die er für RKO Pictures realisierte. Von den berühmten neun Tanzfilmen mit Fred Astaire und Ginger Rogers drehte er allein fünf. Der berühmteste unter ihnen ist Ich tanz mich in dein Herz hinein aus dem Jahre 1935. Die 1941 unter seiner Regie gedrehte Literaturverfilmung Eheposse bekam 1942 eine Oscarnominierung in der Kategorie „Bester Ton“.
Seinen letzten Film drehte er 1945: Blues Skies mit Fred Astaire und Bing Crosby. Sandrich starb während der Dreharbeiten während eines Kartenspiels mit seiner Ehefrau an einem Herzanfall. Die Dreharbeiten wurden mit dem Regisseur Stuart Heisler fortgesetzt. 
Seine Schwester war die Fotografin Ruth Harriet Louise, seine Cousine die Schauspielerin Carmel Myers.

## Filmografie (Auswahl)
- 1926: Jrry the Giant
- 1933: So This Is Harris!
- 1934: Hips, Hips, Hooray!
- 1934: Cockeyed Cavaliers
- 1934: Tanz mit mir! (The Gay Divorcee)
- 1935: Ich tanz’ mich in dein Herz hinein (Top Hat)
- 1936: A Woman Rebels
- 1936: Marine gegen Liebeskummer (Follow the Fleet)
- 1937: Tanz mit mir (Shall We Dance)
- 1938: Sorgenfrei durch Dr. Flagg – Carefree (Carefree)
- 1940: Buck Benny Rides Again
- 1941: Eheposse (Skylark)
- 1942: Musik, Musik (Holiday Inn)
- 1943: Mutige Frauen (So Proudly We Hail!)
- 1944: Here Come the Waves
- 1946: Blau ist der Himmel (Blue Skies)